# زبر و زرنگ‌ها
زبر و زرنگ‌ها (انگلیسی: Hot Shots) فیلمی به کارگردانی ژان یاربرو است که در سال ۱۹۵۶ منتشر شد. هانتز هال بازیگر اصلی این فیلم بوده است.